# Béla Kárpáti
Béla Kárpáti (en húngaro: Kárpáti Béla; Felsőgalla, Hungría, 30 de septiembre de 1929-Budapest, Hungría, 31 de diciembre de 2003) fue un jugador y entrenador de fútbol húngaro. En su etapa como jugador profesional se desempeñaba como defensa.

## Selección nacional
Fue internacional con la selección de fútbol de Hungría en 19 ocasiones. Formó parte de la selección subcampeona de la Copa del Mundo de 1954, pese a no haber jugado ningún partido durante el torneo.

### Participaciones en Copas del Mundo
| Mundial                        | Sede   | Resultado      | Partidos | Goles |
| ------------------------------ | ------ | -------------- | -------- | ----- |
| Copa Mundial de Fútbol de 1954 | Suiza  | Subcampeón     | 0        | 0     |
| Copa Mundial de Fútbol de 1958 | Suecia | Fase de grupos | 0        | 0     |

## Equipos

### Como jugador
| Equipo       | País    | Año       |
| ------------ | ------- | --------- |
| Győri ETO FC | Hungría | 1946-1955 |
| Vasas SC     | Hungría | 1956-1964 |

### Como entrenador
| Equipo                         | País    | Año       |
| ------------------------------ | ------- | --------- |
| Vasas SC                       | Hungría | 1964-1965 |
| Ózdi Kohász                    | Hungría | 1965-1966 |
| Videoton FC                    | Hungría | 1967-1968 |
| Darma United                   | Nigeria | ¿-?       |
| Racca Rovers                   | Nigeria | ¿-?       |
| Estado de Kano                 | Nigeria | ¿-?       |
| Selección nacional (juveniles) | Hungría | 1976-1977 |
| Zalaegerszegi TE               | Hungría | 1978      |
| Tadhamon SC                    | Kuwait  | 1979-1986 |
| Vasas SC                       | Hungría | 1988-1989 |

## Palmarés

### Campeonatos nacionales
| Título              | Equipo   | País    | Año  |
| ------------------- | -------- | ------- | ---- |
| Nemzeti Bajnokság I | Vasas SC | Hungría | 1957 |
| Nemzeti Bajnokság I | Vasas SC | Hungría | 1961 |
| Nemzeti Bajnokság I | Vasas SC | Hungría | 1962 |

### Copas internacionales
| Título       | Equipo   | Sede                         | Año  |
| ------------ | -------- | ---------------------------- | ---- |
| Copa Mitropa | Vasas SC | Budapest (Hungría)           | 1956 |
| Copa Mitropa | Vasas SC | Novi Sad (RFS de Yugoslavia) | 1957 |
| Copa Mitropa | Vasas SC | Budapest (Hungría)           | 1962 |